# Lefetamina
La lefetamina (también llamado L-SPA y comercializado como Santenol) es una droga que es un estimulante y también un analgésico con efectos comparables a la codeína. El fármaco fue producido en Japón e Italia como anaglésico opioide.

## Historia
Las 1,2-difeniletilaminas relacionadas con la lefetamina se crearon en Japón en los años 1940 y mostraron una actividad analgésica débil. En los años 1980 entró en el mercado de Italia principalmente para el dolor postquirúrgico y ortopédico.
Después de entrar al mercado se vieron los primeros casos de abuso en Japón en los años 1950 y 1960. El isómero L mostró una acción analgésica débil comparable a la codeína y una acción antitusígena mucho más débil que la codeína. El isómero D no mostró tal actividad pero causó convulsiones en ratas.

## Farmacología
El efecto analgésico de la lefetamina comienza entre los primeros 30 minutos posteriores a la administración del fármaco y dura aproximadamente 10 horas. La concentración plasmática máxima se alcanza dentro de los 15 minutos posteriores a la administración intramuscular y dentro de la hora posterior a la administración oral. La analgesia se puede atribuir a una acción central, probablemente a través de la participación de la vía espinobulbo-tálamo-cortical. La acción sobre los músculos esqueléticos es miolítica: el fármaco inhibe la contracción inducida por la acetilcolina, disminuye la amplitud de la unión neuromuscular y el potencial muscular sin afectar el del nervio periférico. El fármaco y sus metabolitos se excretan principalmente por la orina.
En ratones y ratas, la lefetamina produce efectos hiperactividad motora a dosis de 50 mg/kg y efectos analgésicos a 60 mg/kg, con valores de LD50 respectivamente 128 mg/kg y 100 mg/kg intramuscular, y 250 mg/kg y 500 mg/kg por vía oral. La lefetamina se puede administrar por vía intramuscular y subcutánea en dosis de 60–120 mg al día, por vía oral y rectal en dosis de 50 mg cada 6-8 horas (dosis máxima: 200 mg/día).
La lefetamina está contraindicado en caso de hipersensibilidad. En sujetos con insuficiencia hepática, hipertensión arterial o con antecedentes de abuso de alcohol, la lefetamina debe administrarse con extrema precaución. Toda drogodependencia por la lefetamina comienza como un acto iatrogénico, bajo la presión de una prescripción destinada a tratar dolores de alta intensidad (radiculitis, pancreatitis). La mayoría de las veces no es una adicción única, sino una que la acompaña otros fármacos. La droga a menudo es insensible a la reversión por naloxona y no se sustituye fácilmente por los principales narcóticos. Células inhibidas o aparentemente no afectadas por el fármaco mostraron un efecto selectivo antiglutamato, y en parte antiacetilcolina, revertido por la administración sistémica o iontoforética de naloxona.
La lefetamina puede reducir la vigilia, por lo que puede ser arriesgado realizar actividades que requieran una atención especial (por ejemplo, conducir un automóvil, usar maquinarias, entre otros).

## Cultura y sociedad
La lefetamina, fue abusado como droga recreacional en Japón durante los años 1950. En un pequeño estudio realizado en 1989, se demostró efecto contra los síntomas de abstinencia a los opioides sin causar síntomas de abstinencia en sí. Se concluyó que por ello puede ser un agonista parcial opioide.
La lefetamina ha sido también usado como droga de abuso en Europa. En 1989, un pequeño estudio de 15 usuarios recreacionales y sujetos voluntarios encontró que tenía cierta similitud parcial con los opioides, que producía síntomas de abstinencia y que tenía el potencial de dependencia y abuso limitado.
En un pequeño estudio realizado en 1994, la lefetamina fue comparada con la clonidina y la buprenorfina en la desintoxicación de pacientes con metadona y se encontró que sus efectos eran inferiores a ambos.
La regulación legal puede variar entre un país y el otro. No aparece como narcótico ni como no narcótico según la Ley de Sustancias Controladas esatdounidense de 1970
La Ley Canadiense de Sustancias y Drogas Controladas se modificó en 2016 para incluir la lefetamina como una sustancia de la Lista III. La posesión sin autorización legal puede resultar en un máximo de 3 años de prisión. Además, Health Canada modificó las Regulaciones de Alimentos y Medicamentos en mayo de 2016 para clasificar la lefetamina como una droga controlada.

## Investigación
Algunas pirrilfeniletanonas relacionadas tenían una actividad analgésica comparable a la morfina. Se informó que algunos análogos de pirrol tienen efectos analgésicos comparables a la lefetamina y carecen de propiedades neurotóxicas.